# Коронник трисмугий
Коронник трисмугий (Basileuterus trifasciatus) — вид горобцеподібних птахів родини піснярових (Parulidae). Мешкає в Еквадорі і Перу. Утворює надвид з малим коронником.

## Опис
Довжина птаха становить 12-13 см, вага 8,5-11 г. Довжина крила самця становить 5,4-5,9 см, довжина крила самиці 5,5 см. Верхня частина тіла оливково-сіла, нижня частина спини оливково-зелена. Горло біле, нижня частина тіла жовта. У представників номінативного підвиду тім'я чорне, посередині проходить сіра смуга, а над очима світло-сірі "брови". У представників підвиду B. t. nitidior серединна смуга на тімені є жовтою, а верхня частина тіла оливково-зеленою.

## Підвиди
Виділяють два підвиди:
- B. t. nitidior Chapman, 1924 — провінції Ель-Оро і Лоха (південний захід Еквадору) і регіон Тумбес (північно-західне Перу)[5];
- B. t. trifasciatus Taczanowski, 1880 — регіони П'юра, Ламбаєке, Кахамарка і Ла-Лібертад (західне Перу)[6].

## Екологія і поведінка
Трисмугі коронники живуть в гірських тропічних лісах, на узліссях і галявинах на висоті 500-2000 м над рівнем моря; в Еквадорі на висоті до 3000 м над рівнем моря. Харчуються комахами і іншими безхребетними, шукають їх в нижньому ярусі лісу і в підліску. Сезон розмноження триває з січня по березень. Гніздо куполоподібне, з боковим входом розміщується на землі. В кладці 2 рожевих або білих яйця з коричнюватими плямками.